# Peter Christian Grünberg
Peter Christian Grünberg (* 1. November 1901 in Drelsdorf; † 6. November 1975 in Bohmstedt) war ein deutscher Heimatforscher, Sprachforscher, Schriftsteller und Übersetzer, der sich insbesondere der Geschichte, der Natur und den Menschen Nordfrieslands und der Nordfriesischen Sprache widmete.

## Familie
Peter Grünberg wurde als erster von drei Söhnen des Thomas August Grünberg und der Catharina Margaretha Boockhoff in Drelsdorf bei Bredstedt, nördlich von Husum, geboren. Seine Brüder waren Erich und August Siegfried, der im Alter von acht Monaten starb.
Durch seine eigene Familienforschung fand Grünberg heraus, dass sein Urururgroßvater Joachim August Grünberg, jüngster Sohn von sechs Kindern des Johann Jacob Grünberg und der Sophia Elisabeth Eberhardt, 1769 von Grabow in Mecklenburg-Schwerin nach Nordfriesland ausgewandert war. Dieser heiratete zunächst Gondel Peters aus Husum, Tochter des Peter Ibsen, und zeugte mit ihr vier Söhne und eine Tochter. Aus der zweiten Ehe mit der Witwe Anna Margaretha Möller, geb. Poppe, gingen zwei weitere Töchter hervor.
Sophia Elisabeth Eberhardts Eltern waren der Apotheker Christoph Eberhardt und Anna Catharina Marnitz. Johann Jacob Grünberg stammte von der Familie von Grünberg aus Schlesien ab.
1929 heiratete Grünberg Theodora Paulsen (24. August 1903 in Bohmstedt – 24. Februar 1993 in Niebüll), Tochter des Johann Friedrich Paulsen und der Hanne Theodora Jensen. Aus dieser Ehe entstanden eine Tochter und ein Sohn.

## Werdegang
Peter Grünberg besuchte zunächst die Volksschule in Drelsdorf.
Ebenso wie seine Vettern Julius Siegfried Grünberg, dem späteren Leiter der Schule in Wanderup, und Max Theodor Grünberg, besuchte Grünberg das Lehrerseminar in Tondern und legte sein erstes Lehrerexamen in Niebüll ab. Das zweite Lehrerexamen legte er in Drelsdorf ab, die zweite Lehrerarbeit schrieb er über das Thema „Vokalismus des Friesischen in Drelsdorf“.
Zunächst arbeitete er als Lehreranwärter in Drelsdorf, als Hilfslehrer an der Landwirtschaftsschule in Itzehoe, als Vertretungslehrer an den Schulen in Bordelum, Struckum und Sollwitt, bis er in Bordelum als Lehrer festangestellt wurde, wo er auch als Schulleiter arbeitete.
An der Christian-Albrechts-Universität in Kiel war Grünberg Mitarbeiter der Nordfriesischen Wörterbuchstelle und erforschte die Unterschiede und Einflüsse der Nordfriesischen Sprache und ihrer Dialekte.
Das Nordfriisk Instituut in Bredstedt ernannte ihn zum Ehrenmitglied.

## Werke
Die meisten Werke Peter Grünbergs wurden bisher nicht veröffentlicht.
- Peter Grünberg: Knüffeln[1]
- Peter Grünberg: Erasmus Montanus eder Rasmus Berg. Übersetzung ins Drelsdorfer Friesisch: Ludvig Holberg: Erasmus Montanus oder Rasmus Berg.[2][3][4]
- Peter Grünberg: Familienforschung Kirchspiel Bordelum[5][6]
- Ommo Wilts und Peter Grünberg: Jü Uu. Eine Textanalyse.[7][8]
- Ingo Laabs, Peter Grünberg – Kindheits- und Jugenderinnerungen – Vier mittelgoesharderfriesische Handschriften, Kiel 2016[9]

## Nachrufe
„Was diesen Mann auszeichnete, waren seine profunden Kenntnisse über seine friesische Heimat, die er bei der ihm eigenen Bescheidenheit ohne Aufhebens an die weitervermittelte, die dafür Interesse zeigten. Der plattdeutschen Sprache und insbesondere der friesischen Sprache galt seine Liebe. Als einer der Letzten überhaupt sprach er noch das Drelsdorfer Friesisch.“
(Aus dem Nachruf für Peter Christian Grünberg von Tams Jörgensen in den Husumer Nachrichten, 1977)
"Die Gemeinde Bordelum konnte 1958 durch Tausch eine Koppel erwerben, die neben dem Schulgelände lag und nun als Sportplatz hergerichtet wurde. Im darauffolgenden Jahr konnte mit Unterstützung des „Waldbau und Windschutzvereins“ und durch die „Schutzgemeinschaft Deutscher Wald“ Pflanzmaterial beschafft werden, um den Sportplatz damit zu „umzäunen“. Diese Begrünungsaktion ist vor allem dem Kollegen Peter Grünberg zu verdanken, der mit seinen Aktivitäten hinsichtlich der Anpflanzungen in der Gemeinde seiner Zeit weit voraus war.
Heute hat sich der Bürger und Handwerkerverein Bordelum dieser wichtigen Angelegenheit angenommen. Was die Schutzpflanzung am Sportplatz angeht, ist noch zu erwähnen, dass sich alle Kollegen und deren Ehefrauen ein Lob verdient haben. Frühjahr und Sommer 1959 waren sehr trocken, und es wurde von ihnen ein „Begießungsdienst“, selbst während der Sommerferien, durchgezogen." (Festschrift der Grundschule Bordelum, 2005)
„Knapp 100 Jahre später, 1975, sollte mit dem Tode des aus Drelsdorf gebürtigen, vielseitig begabten und aktiven Lehrers Peter Grünberg die letzte vernehmliche Stimme des Mittelgoesharder Friesisch verstummen (vgl. die Dialektkarte auf S. 3 des Faltblatts, auf die ich noch zu sprechen komme).“
(Dankesrede von Prof. Nils Århammar, 2014)